# Checa
Pour les articles homonymes, voir Checa (homonymie).
Checa est une commune d'Espagne de la province de Guadalajara dans la communauté autonome de Castille-La Manche.